# Trigun
Trigun (Nhật: トライガン Hepburn: Toraigan) là một series manga được thực hiện bởi Yasuhiro Nightow. Manga được đăng trên tạp chí Tokuma Shoten's Shonen Captain năm 1995 với ba tập lẻ cho đến khi tạp chí ngưng phát hành vào năm 1997. Series tiếp tục đăng trên tạp chí Shonen Gahosha's Yong King OURs dưới tên Trigun Maximum (トライガンマキシマム Toraigan Makishimamu), cho đến khi kết thúc vào năm 2008.
Cả hai phần đều được chuyển thể thành anime truyền hình vào năm 1998 do công ty Madhouse đảm nhận và được phát sóng trên TV Tokyo từ ngày 1 tháng 4 đến ngày 30 tháng 9 năm 1998, bao gồm 26 tập. Một phiên bản hoạt hình movie mang tên Trigun: Badlands Rumble cũng đã được phát hành vào tháng 4, 2010.
Cốt truyện Trigun xoay quanh anh chàng Vash the Stampede cùng hai nhân viên của Bảo Hiểm xã Hội Bernardelli, Meryl Stryfe và Milly Thompson đi theo giám sát để giảm thiểu thiệt hại từ sự xuất hiện của anh. Hầu hết các thiệt hại do Vash gây ra thực chất bởi những kẻ săn tiền thưởng trong việc theo đuổi số tiền thưởng sáu mươi tỷ $$ truy nã Vash vì đã phá hủy thành phố July. Tuy nhiên, anh không thể nhớ được biến cố đó bởi chứng mất trí nhớ, chỉ còn những hồi ức rời rạc về thành phố bị phá hủy cùng những kỷ niệm thời thơ ấu. Trong suốt chuyến hành trình, Vash luôn cố gắng cứu người bằng cách dùng sức mạnh phi sát thương. Thỉnh thoảng anh hội ngộ với linh mục Nicholas D. Wolfwood, tương tự như Vash, đó là một tay súng với quá khứ bí ẩn. Theo tiến trình bộ truyện, quá khứ về Vash và lịch sử của nền văn minh con người trên hành tinh Gunsmoke dần được hé lộ.

## Nhân vật
Vash the Stampede là một xạ thủ luôn cố gắng xây dựng "tình yêu và hòa bình" và luôn thể hiện câu nói này qua các tập phim. Anh có thể ngay lập tức chuyển từ vui vẻ sang nghiêm túc, hay "tỏ ra nguy hiểm" khi bị đe dọa. Anh luôn mang một khuôn mặt tươi cười mà Wolfwood gọi là "nụ cười giả tạo" ẩn giấu nỗi đau mà Vash luôn mang nặng. Nổi tiếng với biệt danh Người Bão tố (Humanoid Typhoon), anh là một tay súng lang thang với cái đầu trị giá 60 tỷ "đô la kép" ($$). Do số lượng thiệt hại đáng kinh ngạc để lại sau những cuộc giao tranh, chính quyền giờ đây đã liệt anh khỏi tình trạng "con người bình thường" thành "thảm hoạ cấp địa phương". Mặc dù Vash bị quy cho hàng tá tội - chủ yếu do khối lượng tài sản bị phá hủy - anh luôn giải quyết xung đột bằng phương pháp ít gây bạo lực nhất có thể và từ chối lấy mạng bất kỳ ai. Sâu bên trong tính cách vui vẻ, thậm chí ngớ ngẩn, Vash che giấu một sức mạnh phi thường mà bản thân anh cũng không thể hiểu hết. Vash có khả năng né đạn và gây ảnh hưởng đáng kể đến các sự kiện bằng những hành động vô cùng tinh tế như: ném đá để thay đổi quỹ đạo đạn, gây tắc nòng súng bằng kẹo cao su, và khiến cho các đối thủ tự tổn thương chính mình bằng các kỹ thuật đánh tráo.
Meryl Stryfe và Milly Thompson là hai nhân viên của công ty bảo hiểm Bernardelli, được phái đi giám sát tình hình của Người Bão Tố. Ban đầu, họ không cho rằng anh bạn Vash "giả mạo" chính là Người Bão tố huyền thoại (một phần bởi các miêu tả thiếu sót), nhưng cuối cùng họ cũng nhận ra đây thực sự là kẻ mà họ được giao nhiệm vụ theo dõi (và điều này cũng khiến Meryl bị sốc nặng). Meryl còn có biệt danh là "Derringer Meryl" bởi hàng chục khẩu derringer giấu sau áo khoác. Milly cũng được biết đến với cái tên "Stun Gun Milly", cô mang một khẩu súng máy khổng lồ với những "viên đạn" bằng kim loại lớn được thiết kế để hất tung đối phương.
Nicholas D. Wolfwood là một tay súng giỏi gần bằng Vash. Wolfwood là một linh mục, anh mang theo một cây thánh giá khổng lồ như một biểu tượng của đức tin và là lời nhắc nhở về tội lỗi của bản thân; tuy nhiên, cây thánh giá chứa một khẩu súng máy, một ngăn chứa các khẩu súng lục tự động và một khẩu phóng tên lửa. Wolfwood và Vash vướng vào rất nhiều xung đột về đạo đức của sự giết chóc. Như Wolfwood đã từng nói: "... chúng ta đôi khi bị dẫn dắt để đi theo con đường của ác quỷ."
Millions Knives là nhân vật phản diện chính và là anh em sinh đôi của Vash. Tương tự Vash, anh là một Plant độc lập được tạo ra bởi con người, nhưng không như Vash, anh ta là một kẻ giết người tàn nhẫn với ý định quét sạch toàn bộ nhân loại, bởi anh cho rằng họ không đáng tồn tại ở thế giới này. Hầu hết các bi kịch mà Vash lãnh nhận đều ít nhiều liên quan đến Knives.
Rem Saverem là người dạy dỗ và là người bạn thời thơ ấu của Vash, người đã dạy anh về những giá trị của cuộc sống. Cô là người ảnh hưởng trực tiếp tới lý tưởng anh hùng của Vash. Vash luôn nhìn thấy cô trong một "thế giới giấc mơ" yên bình, nơi anh tìm đến sự giúp đỡ của cô trong những giây phút bế tắc.
Gung-Ho Guns là tập hợp những sát thủ siêu phàm gồm Monev the Gale, Dominique the Cyclops, E.G. Mine, Rai-Dei Blade, Leonof Puppet-Master, Grey Ninelives, Hoppered Gauntlet, Zazie the Beast, Midvalley the Hornfreak, Caine the Longshot (chỉ xuất hiện trong phiên bản anime), Chapel (được gọi là Chapel the Evergreen trong anime) và Elendira the Crimsonnail (chỉ xuất hiện trong manga). Tất cả các thành viên đều có khả năng và vũ khí phi thường. Đứng đầu nhóm sát thủ là Legato Bluesummers, một tay sai cuồng tín của Knives, kẻ đi theo Chủ nghĩa hư vô và giúp anh lãnh hội sức mạnh thần giao cách cảm, đồng thời sai họ tấn công và khiến Vash càng đau khổ càng tốt. Legato cũng là chủ sở hữu cánh tay trái của Vash trong anime. Đội hình của nhóm giữa các phiên bản anime và manga của Trigun khác nhau một chút, khi một số nhân vật xuất hiện trong phiên bản này nhưng lại không có trong phiên bản kia.
The Eye of Michael là một tổ chức bổ sung do Chapel đứng đầu chỉ xuất hiện trong manga. Các thành viên trong Eye of Michael đều là các sát thủ được đào tạo đặc biệt với khả năng siêu phàm. Các thành viên được thể hiện trong bộ truyện là Nicholas D. Wolfwood, Livio the Double Fang, và Razlo the Trip of Death.

## Truyền thông

### Manga
Sau khi rời cao đẳng, Yasuhiro Nightow làm nghề kinh doanh căn hộ cho tập đoàn nhà ở Sekisui House, nhưng vẫn cố gắng theo đuổi đam mê vẽ truyện tranh. Sau một số thành công, bao gồm một oneshot manga dựa trên tựa game nổi tiếng Samurai Spirits, ông từ bỏ công việc của mình để vẽ toàn thời gian. Với sự giúp đỡ của một người bạn là nhà xuất bản, ông đã gửi tựa truyện Trigun cho ấn bản tháng 2 năm 1996 của tạp chí Tokuma Shoten Shōnen Captain và bắt đầu xuất bản tuần tự trong hai tháng tiếp theo kể từ tháng 4.
Tuy nhiên, Shōnen Captain đã bị ngừng vào đầu năm 1997, và khi Nightow được tiếp cận bởi tạp chí Young King Ours do Shōnen Gahōsha xuất bản, họ đã quan tâm đến việc ông bắt đầu một tác phẩm mới. Mặc dù vậy, Nightow gặp rắc rối với ý định chấm dứt Trigun nửa chừng, và ông được yêu cầu cho phép hoàn thành bộ truyện. Nhận được sự đồng cảm từ các nhà xuất bản, series truyện tranh đã được trở lại vào năm 1998 dưới tên Trigun Maximum (トライガンマキシマム Toraigan Makishimamu) Mở đầu phần Maximum, câu chuyện quay về sự kiện hai năm trước trong một không khí nghiêm túc hơn, có lẽ bởi sự chuyển đổi từ thể loại shōnen sang một tạp chí seinen. Mặc dù vậy, Nightow đã tuyên bố rằng cái tên mới này hoàn toàn là sự thay đổi của các nhà xuất bản, và thay vì là phần tiếp theo, đây sẽ được xem như là một phân đoạn tiếp nối của bộ truyện. Tập tankobon thứ 14 được hoàn thành vào ngày 27 tháng hai năm 2008.
Shōnen Gahōsha sau đó đã mua bản quyền của ba tập truyện tranh gốc và phát hành lại thành hai tập lớn. Vào tháng 10 năm 2003, nhà xuất bản Dark Horse Comics đã phát hành bản mở rộng đầu tiên được dịch sang tiếng Anh bởi Digital Manga, giữ nguyên định dạng từ phải sang trái thay vì đảo ngược trang. Trigun Maximum sau đó nhanh chóng được phát hành toàn bộ 14 tập trong khoảng thời gian 5 năm từ tháng 5 năm 2004 đến tháng 4 năm 2009. Các bản dịch sang tiếng Pháp, Đức, Ý, Bồ Đào Nha và Tây Ban Nha cũng đã được phát hành.
Một tuyển tập truyện tranh có tựa đề Trigun: Multiple Bullets (トライガン マルチプルバレッツ Toraigan Maruchipuru Barettsu) gồm những mẩu chuyện ngắn được thực hiện bởi một số mangaka như Boichi, Masakazu Ishiguru, Satoshi Mizukami, Ark Performance, Yusuke Takeyama, Yuga Takauchi và Akira Sagami được phát hành bởi Shonen Gahosha ở Nhật Bản vào tháng 12 năm 2011 và ở Bắc Mỹ vào ngày 6 tháng 3 năm 2010.

### Anime
Madhouse đã cho ra một bộ anime dựa trên manga, cũng có tựa đề Trigun. Được đạo diễn bởi Satoshi Nishimura, bộ phim được phát sóng trên TV Tokyo từ ngày 1 tháng 4 đến ngày 30 tháng 9 năm 1998. Bộ phim được cấp phép cho bản DVD và Blu-ray bởi Funimation Entertainment, đồng thời cũng được phát hành lại bản DVD vào ngày 27 tháng 10 năm 2010. Chương trình không nhận được sự nhiều quan tâm từ khán giả tại Nhật Bản vào năm 1998, nhưng đã thu hút được lượng fan hâm mộ đáng kể sau buổi ra mắt tại Bắc Mỹ trên Cartoon Network vào đầu năm 2003. Nightow tuyên bố, bởi tính chất khép kín của anime, sẽ không có bất kỳ phiên bản tiếp theo nào được thực hiện

### Movie
Sự cố vào tháng 10 năm 2005 của tạp chí Neo bao gồm một cuộc phỏng vấn với Masao Maruyama, nhà sáng lập đồng thời cũng là kế hoạch viên của Madhouse. Trong bài báo, ông tiết lộ rằng hãng đang thực hiện bộ movie của Trigun và sẽ được phát hành trong vài năm tới. Các ấn bản tháng 11 năm 2005 của Anime Insider cũng đã xác nhận tin này.
Tháng năm 2007, Nightow xác nhận tại Trung tâm Hội nghị Anime rằng phiên bản movie của Trigun đang ở giai đoạn đầu của sản xuất với kịch bản gần như kết thúc, mặc dù ông không tiết lộ bất kỳ thông tin nào về cốt truyện.
Tháng 2 năm 2008, chi tiết về movie của Trigun xuất hiện trên trang bìa tập 14 của Trigun Maximum, thông báo rằng bộ phim đã được lên lịch vào năm 2009. Tuy nhiên, tháng 10 năm 2009, trang web của bộ phim đã công bố một buổi ra mắt phiên bản mới của Nhật được chuẩn bị cho mùa xuân năm 2010. Câu chuyện của bộ phim, như mô tả từ trang bìa, sẽ là về "Vash vs. Wolfwood", hai nhân vật chính của manga.
Vào tháng 7 năm 2009, tại hội chợ Anime Expo ở Los Angeles, California, Yasuhiro Nightow và Satoshi Nishimura đã tổ chức một cuộc hội thảo. Shigeru Kitayama và Noriyuki Jinguji cũng xuất hiện để quảng bá cho bộ phim. Trong thời gian diễn ra hội nghị, đoạn giới thiệu mô tả các nhân vật trong phim cũng được trình chiếu.
Bản movie của Trigun được thực hiện bởi cùng công ty đã thực hiện bản anime truyền hình, Madhouse
Bộ phim với tiêu đề Trigun: Badlands Rumble được chiếu tại các rạp ở Nhật Bản vào ngày 24 tháng 4 năm 2010. Bộ phim đã được trình chiếu cho khán giả Mỹ lần đầu tiên tại lễ hội Sakura-Con 2010 tại Seattle, Washington vào thứ Sáu lúc 5:00 chiều ngày 2 tháng 4 năm 2010, và đạo diễn đã tổ chức một buổi hỏi-đáp kéo dài 15 phút trước khi chiếu phim, giải thích lý do nó không được lồng tiếng, phụ đề, và tại sao được công chiếu tại hội nghị, cũng như giới thiệu các nhân vật mới. Bộ phim được chiếu lại vào thứ Bảy và Chủ Nhật theo lịch trình. Tại triển lãm Anime Expo 2010, Funimation thông báo rằng họ đã được cấp phép trình chiếu phiên bản truyền hình và dự định phát hành bộ phim trên rạp. Funimation về sau đã giới thiệu một phiên bản phụ đề của bộ phim trong hội chợ triển lãm Anime Expo.

## Đón nhận
Mặc dù chỉ nhận được sự thờ ơ từ khán giả Nhật Bản, Trigun vẫn là một thành công lớn đối với thị trường Bắc Mỹ trong việc phát sóng trên Cartoon Network Adult Swim đầu những năm 2000. Bộ phim nhận đánh giá tích cực từ các nhà phê bình Mỹ, những người đã ca ngợi chủ đề đạo đức của loạt phim và khả năng cân bằng giữa hài hước xen lẫn một cốt truyện nghiêm túc. Bộ anime thường xuyên được liệt kê vào danh sách những bộ anime hay nhất với tạp chí Wizard's Anime xếp Trigun ở thứ 38 trên "Top 50 Anime hay nhất phát hành tại Bắc Mỹ" và nhà báo Charles Solomon của Los Angeles Times đã xếp Trigun ở hạng 7 của "Top 10" anime.
Theron Martin của Anime News Network đã đánh giá bộ anime điểm B + cùng bài viết khen ngợi, "Bộ truyện chưa bao giờ đắm chìm trong những câu từ sáo rỗng vốn có ở thể loại này, đơn giản vì chất lượng tuyệt vời của nó không bao giờ cho phép điều đó xảy ra". Tuy nhiên, ông lại chỉ trích cách xây dựng tạo hình, "Việc thể hiện nhân vật thường trông như một bản thảo thô chưa được đầu tư kỹ lưỡng, khi mà các hoạ sĩ khác thường đầu tư rất nhiều cho tạo hình nhân vật." Mike Toole của Anime News Network đã gọi Trigun là một trong những anime ảnh hưởng nhất của thập niên 1990. Năm 2009, Trigun Maximum giành giải thưởng Best Comic Seiun tại Hội nghị khoa học viễn tưởng Nhật Bản lần thứ 48..
Nhà báo chuyên mục chính trị H.D. Russell của Tạp chí Escapist đã cho đánh giá về bộ series anime vào đầu năm 2016 trong "Good Old Anime Review", tập trung vào các anime nổi tiếng của những năm 1990 đến đầu những năm 2000. Mặc dù, với ghi chú rằng bộ phim về mặt hoạt hình và chất lượng diễn xuất bằng lồng tiếng Anh không được tốt, Russell nhấn mạnh về chiều sâu của các nhân vật và chủ đề đạo đức của series đã bù đắp cho các thiếu sót trên. Russell kết luận đánh giá của mình cho Trigun với xếp hạng 4/5 sao,"Trigun thường bị lu mờ bởi người anh em gần là Cowboy Bebop, điều nay thật đáng buồn, bởi vì đây thực sự là một câu chuyện đáng xem. Mặc dù chỉ có vài diễn xuất lồng tiếng tốt, âm nhạc trung bình và hình ảnh tương đối tĩnh, Trigun vẫn là một quả bom hài và cũng khiến tôi luôn phải suy nghĩ một cách đa chiều. Mặc dù chưa hoàn hảo, câu chuyện rất thú vị khi đưa ra những câu hỏi đặt người xem vào tình thế suy nghĩ trăn trở mà không bao giờ đưa ra một câu trả lời. Trigun từ những tâm tư sâu kín đã đi thẳng vào trái tim tôi và thực sự lớn lao hơn cả ý nghĩa của toàn bộ phân đoạn mà nó truyền tải."
Sự thành công của series hoạt hình đã góp phần tăng doanh số của manga với số lượng của tập đầu tiên ở Mỹ là 35.000 bản ngay sau khi phát hành. Tập hai đã khép lại series gốc vào đầu năm tiếp theo, và trở thành đầu manga có thu nhập hàng đầu của năm 2004.
Mặc dù khá nổi tiếng ở phương Tây, Trigun chưa bao giờ thu hút được sự chú ý của khán giả Nhật Bản. Các yếu tố được đề cập bao gồm bối cảnh Viễn Tây, tên nhân vật theo phong cách châu Âu và thiếu yếu tố văn hóa Nhật Bản. Các yếu tố này khiến Trigun trở thành một trong những ví dụ hiếm hoi của một bộ phim hoạt hình thành công ở phương Tây hơn so với ở quốc gia mẹ đẻ.